# Le nozze di Teti e di Peleo
Le nozze di Teti e di Peleo (Las bodas de Tetis y Peleo) es una ópera en tres actos de Francesco Cavalli sobre un libreto de Orazio Persiani. Fue estrenada en el Teatro San Cassiano de Venecia el 24 de enero de 1639, y se considera la primera ópera veneciana de la que se ha conservado la música. 
Es la primera de una treintena de óperas de Cavalli con la que obtuvo un éxito considerable, lo que le permitió escribir casi una ópera por año. 
Rossini (1792-1868) compuso una cantata también titulada Le nozze di Teti e di Peleo, con libreto de Angelo Maria Ricci, y que se estrenó en 1876.

## Descripción
Cavalli tiene una gran destreza contrapuntística en la utilización de los cortos, que a veces dan un resultado de sobrecarga en la composición. La obra contiene una serie de arias estróficas, con ritmo a modo de danza estilizada que sirvió de pauta para algunas obras de Monteverdi. 

## Argumento
Júpiter y Neptuno ofrecen a Peleo, como pago por sus servicios, la mano de la bella nereida Tetis. Esta no acepta la unión y recurrirá a transformarse en diversos elementos para eludir el compromiso (un árbol, una serpiente, un pájaro, un tigre, etc.). Al final, con la ayuda del centauro Quirón, consiguen devolverle su antigua forma. 
En el transcurso de las celebraciones nupciales, la Discordia lanza una manzana de oro para que sea entregada a la diosa más bella (la manzana de la discordia). Nadie quiere comprometerse, hasta que Júpiter encarga a Paris que actúe como juez.